# 遊撃車
遊撃車（ゆうげきしゃ、マル遊とも）は、日本の警察が使用する自動車の一種。マイクロバスやワンボックスカーをもとにした車両で、重要防護施設警備や現場までの人員・資器材搬送など、多目的に活用される。主に機動隊で用いられているが、一部の警察署にも配備されている。

## 遊撃車I型
マイクロバスをベースとした車両。部隊が素早く車外に展開できるよう座席は通勤形電車のような三方向きベンチシートとされている。バックドアは観音開きで「車体両側」に乗降用ドアが装備されている。
当初はメルセデス・ベンツのフルサイズバン（メルセデス・ベンツ・410D）に警察用装備を付したものが使われていた。日本車と比べて車内スペースが広く、立ったままでも車内で移動できることから大柄な隊員には好評だったが、エンジンやトランスミッションのトラブルも多かったとされる。一部の車両では、検問などで使える折りたたみ式の表示板が屋根に設置されていた。
その後、後継のメルセデス・ベンツ・412Dも採用されたものの、やはりトラブルが多く修理に手間取るためか、導入数は少数に留まった。平成21年度からは、日産・シビリアンが導入されている。

## 遊撃車II型
I型から運転席側の折り戸を無くしたもの。このため、外見上は中型輸送車と類似するが、車内の座席配置は、I型と同様に向かい合わせとされることが多い。

## 遊撃車III型
ワンボックスカーをベースとしており、ゲリラ対策車（ゲリ対）とも称される。小型で使いやすいサイズから、周辺警備や警護車列の前後での警戒、人員輸送や資材搬送など用途は多岐にわたる。ボディカラーは紺色に塗装されている。当初は三菱・デリカが多く用いられていたが、現在では日産・キャラバンが主力となっている。またトヨタ・ハイエースも使用されるほか、地方の警察本部では日産・テラノなどの頑丈なRV型車も配備されている。
2015年度導入車両から機動隊カラーに変更されると同時に金網も廃止されており、外観が従来とは大きく異なる。

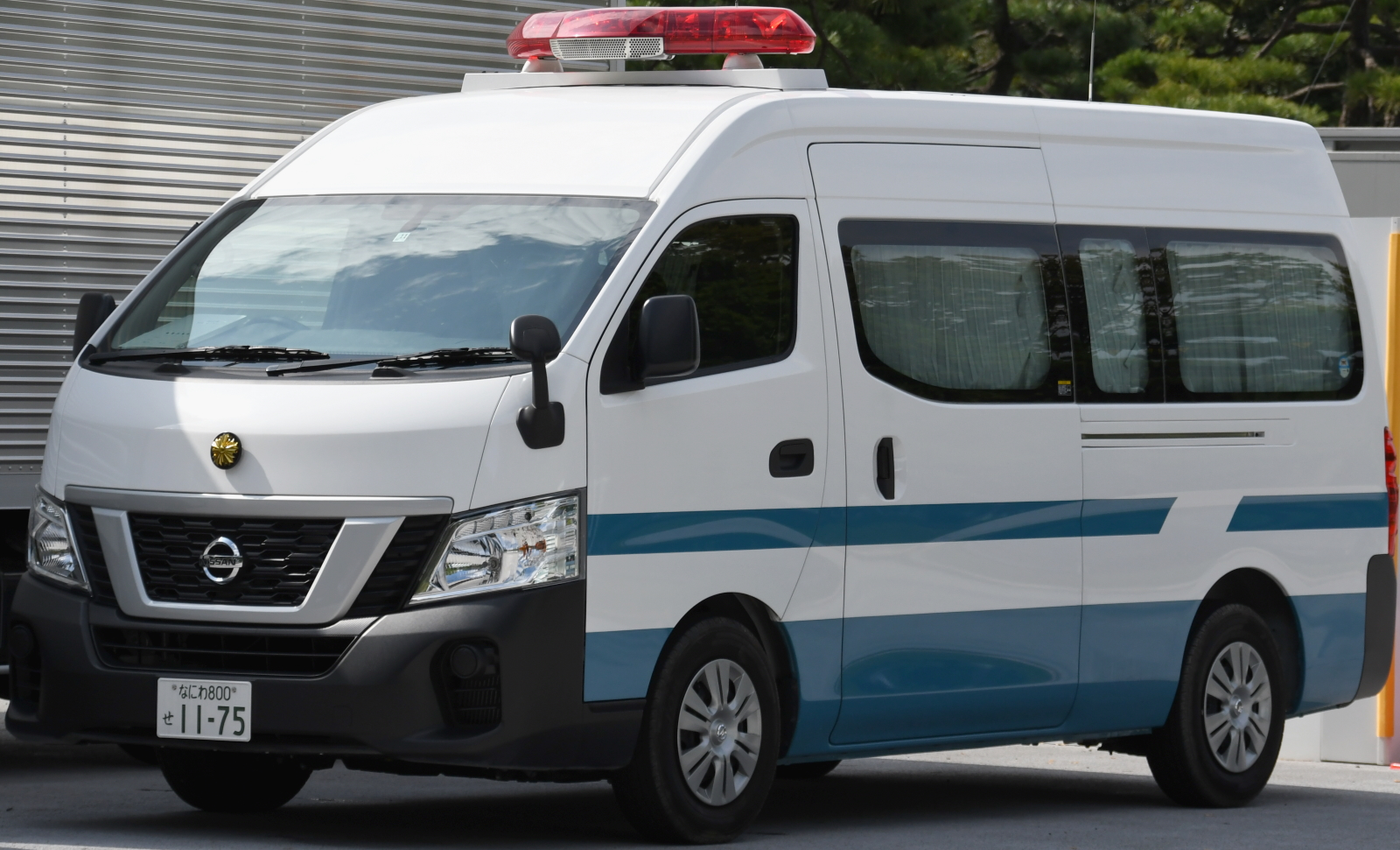
機動隊カラー NV350キャラバン

## 遊撃車IV型
警備現場での隠密性を考慮した車両で、主にワンボックスカーが用いられる。現在ではホンダ・ステップワゴンが主力となっているが、以前はマツダ・ボンゴも用いられていた。捜査車両と同様の覆面パトカーだが、アンテナが多くついていることが多い。

## 特型遊撃車
三菱ふそう・キャンターをベースとした装甲車で、2005年ごろから配備が進んでいる。同じくキャンターをベースとする特型警備車PV-2型をもとに、フロントガラスの防弾板とルーフ上の銃座を省いて小型化したような設計となっている。装備は重厚ではないが、小回りの利くサイズと、側面・後部のドアから素早く乗降が可能であることから、少人数ではあるが迅速な部隊展開が可能となる。装甲を備えることで、通常の遊撃車よりも現場に近いところまで素早く人員を輸送することができ、銃器対策部隊や原発特別警備隊で配備されている。小型特型警備車とも呼ばれる。

## 小型遊撃車
トヨタ・ランドクルーザー（ステーションワゴン型）などをベースに防弾防爆加工を施した車両。犯人が移動しながら襲撃を続ける事案に対処するための防弾性と機動性を持つ車両として、特殊部隊（SAT）のほか、銃器対策部隊などに配備される。2014年カナダ議会銃乱射事件やパリ同時多発テロ事件を受けて、平成27年度補正予算より導入された。
また大阪府警察では、同様にランドクルーザープラドをベースとして、大型のバンパーを装着し、逃走車両に体当たりしても耐えられるように改修した車両として地域遊撃車が登場しており、第一方面機動警ら隊に配備されている。
その特性上、暴力団関係者など特定の容疑者の護送の際にも使用される。